# Пилипенки (Зеньковский район)
Пилипенки (укр. Пилипенки) — село,
Зеньковский городской совет,
Зеньковский район,
Полтавская область,
Украина.
Код КОАТУУ — 5321310107. Население по переписи 2001 года составляло 262 человека.

## Географическое положение
Село Пилипенки находится на правом берегу реки Грунь,
выше по течению на расстоянии в 1,5 км расположено село Гусаки,
ниже по течению на расстоянии в 1,5 км расположено село Ступки,
на противоположном берегу — село Проценки.
На расстоянии в 3 км расположен город Зеньков.

## История
На карте 1869 года есть как хутор Плаксовка

## Объекты социальной сферы
- Дом культуры.